# Alfred Gruber
Alfred Gruber (* 1. Oktober 1931 in Kärnten; † 16. Februar 1972 in Hull) war ein österreichischer Bildhauer und Kunstpädagoge.

## Leben
Alfred Gruber studierte von 1948 bis 1952 Bildhauerei bei Walter Ritter an der Kunstschule der Stadt Linz.
1955 siedelte er nach Dittingen und baute sich im dortigen Steinbruch Schachental ein eigenes Atelier. Er arbeitete mit Albert Schilling und Hans Arp zusammen. Ab 1963 unterrichtete er an der Schule für Gestaltung Basel. Gruber war ab 1966 mit der Künstlerin Jacqueline Stieger verheiratet und brachte seine drei Kinder mit in die Ehe. Zusammen lebten sie bis 1969 in Dittingen, wo das Paar freundschaftlichen Kontakt zu Owsky Kobalt pflegte. 
1969 zogen sie nach London und überließen ihr Haus und Atelier dem aus der Tschechoslowakei emigrierten Maler und Grafiker Čeněk Pražák (1914–1996). In Welton gründete das Künstlerehepaar eine gemeinsame Giesserei. Alfred Gruber verstarb an den Folgen eines Lungenkrebs. 